# シェナンドー川

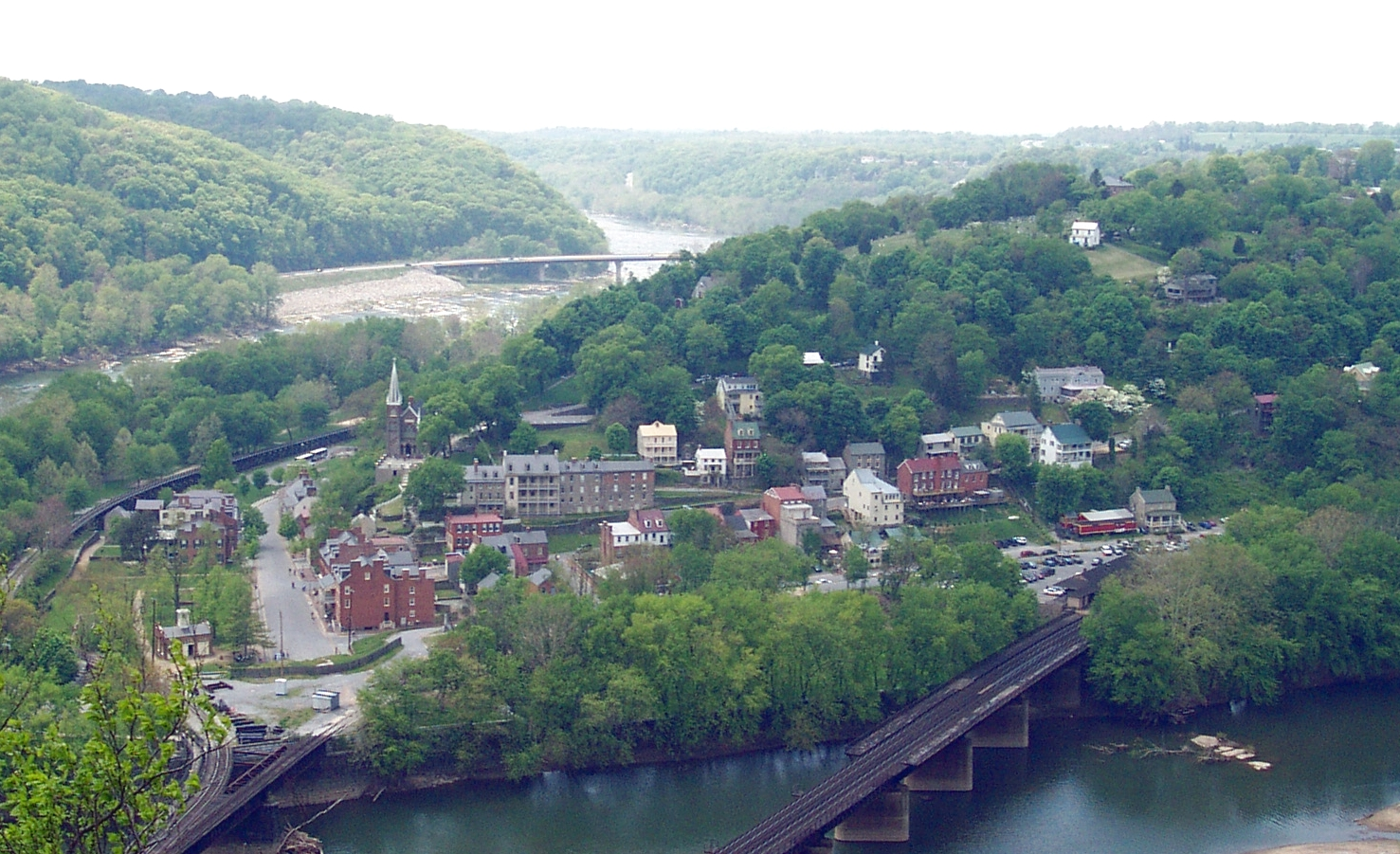
シェナンドー川（奥）とポトマック川（手前）との合流点ハーパーズ・フェリー (ウェストバージニア州)。

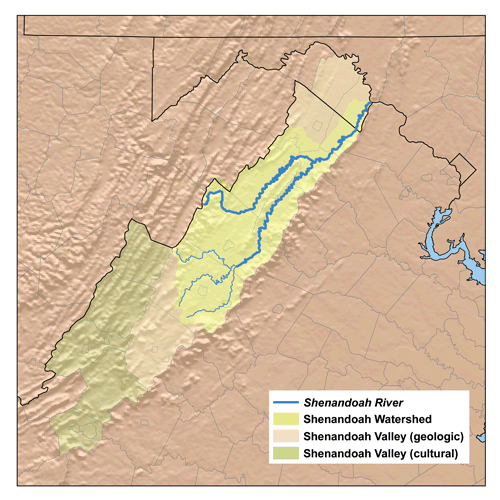
シェナンドー川流域

シェナンドー川（シェナンドーがわ、Shenandoah River）は、アメリカ合衆国のバージニア州およびウェストバージニア州を流れる川で、ポトマック川の支流である。全長は約241kmある。

## 概要
バージニア州リバートンで、サウスフォーク川とノースフォーク川とが合流してシェナンドー川となり、アパラチア山脈のうちのブルーリッジ山脈の東側を北北東に流れる。合流点付近のわずかな区間のみウェストバージニア州の南東端に入り、バージニア州及びメリーランド州との州境近くのハーパーズ・フェリーでポトマック川に合流する。
流域に形成されたシェナンドー渓谷にはカルスト地形が発達しており、ルーレイ鍾乳洞、シェナンドー鍾乳洞、スカイライン鍾乳洞をはじめとしていくつかの鍾乳洞が知られている。

## 楽曲におけるシェナンドー川
- 『シェナンドー』（Shenandoah） - 19世紀アメリカ合衆国のフォークソング。『おおシェナンドー（Oh Shenandoah）』、『広大なるミズーリを越えて（Across the Wide Missouri）』などの曲名もある。入植者とネイティヴアメリカンの酋長の娘との間に芽生えた恋を題材にしている。非常に多くのカバーが存在しており、日本でも矢野顕子のアルバム『Love Is Here』に収録されている。
- 『故郷へかえりたい』（Take Me Home, Country Roads） - ジョン・デンバーの楽曲。ここではウエストバージニア州を代表する景観としてブルーリッジ山脈と並んで歌われているが、実際にはブルーリッジ山脈はウエストバージニア州までは延びておらず、シェナンドー川もごくわずかな部分がウェストバージニア州をかすめる程度であり、一般にはバージニア州の代表的な山河であると認識されている。

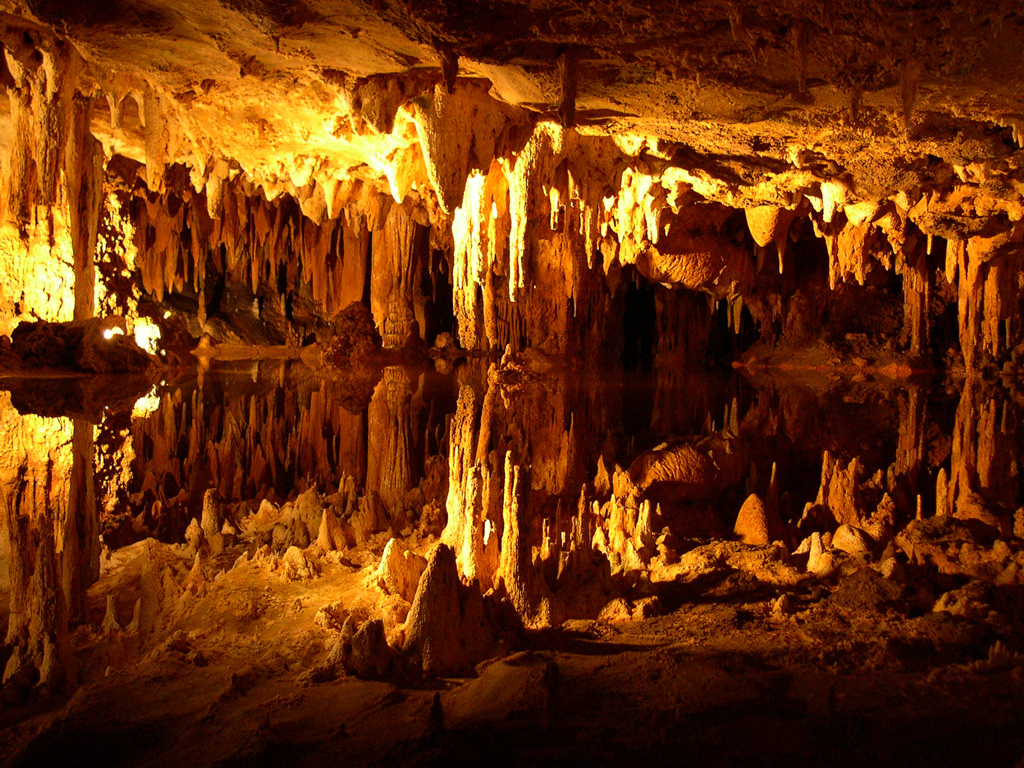
ルーレイ鍾乳洞

- 『シェナンドー河に捧ぐ』- 谷村新司の楽曲。